# Мгарский колокол
Мга́рский ко́локол (Мгарскій колоколъ) — украинский ежемесячный православный журнал на русском и украинском языках, издававшийся Мгарским монастырём Полтавской епархии Украинской православной церкви (Московского Патриархата) в 2002—2013 годах. Позиционировал себя как «всеукраинский миссионерско-просветительский журнал».

## История
Первый номер журнала вышел в октябре 2002 года с эпиграфом «Не спрашивай никогда, по ком звонит Колокол: он звонит по Тебе». Главным редактором издания стал епископ Полтавский и Кременчугский Филипп (Осадченко). Поначалу журнал более походил на газету: обложка не была цветной. В 2004 году в редакцию журнала пришли Андрей Ковтун и Светлана Коппел-Ковтун. Изменился дизайн, повысился уровень материалов. Значительно возрос тираж журнал, появилась подписка. Журнал обратился к широкой аудитории — от воцерковленных до только присматривающихся к Церкви, от юных до стариков. Редакция журнала старалась знакомить читателей с лучшими материалами, написанными православными публицистами и богословами, держать их в курсе всех важных событий, помогать правильно сориентироваться в проблемных вопросах жизни церковной и общественной. По словам ответственного редактора издания Светланы Коппел-Ковтун: «мы делаем журнал для себя, для таких, как мы — жаждущих и устремленных, ищущих Бога и Божьего. Мы сами жаждем подлинной жизни во Христе, сами ищем её проблески, её проявления в людях и текстах, а затем делимся найденными сокровищами с нашими ближними — читателями».
В июле 2005 года «Мгарский колокол» был награждён премией «Золотое перо» в номинации «Лучший журнал Украинской Православной Церкви».
6 июня 2007 года усилиями членов редакции Светланы Коппел-Ковтун и Андрея Ковтуна был организован Международный клуб православных литераторов «Омилия» под эгидой Сектора духовно-просветительских проектов УПЦ. Участники «Омилии» печатались на страницах «Мгарского колокола».
В мае 2011 года вышел сотый номер журнала. В связи с этим Архиепископ Полтавский и Миргородский Филипп (Осадченко) отметил: «все, кто нашёл эту жемчужину — Церковь Христову, кто учится жить по заповедям Господа нашего Иисуса Христа, нуждаются в наставлениях, ищут ответы на вопросы, которых по мере духовного возрастания не становится меньше. Журнал „Мгарский колокол“ стал одним из хороших, серьёзных помощников для людей в этом деле. Отрадно, что журнал развивается, каждый его номер открывает живые источники мудрости Церкви, святоотеческого опыта и на его основе — опыта жизни Церкви в современных условиях».
В октябре 2012 года вышел юбилейный номер в память 10-летия издания.
Летом 2013 года издание журнала было прекращено. Последний номер был за июль. Материалы номеров с января 2007 по июль 2013 года доступны на неофициальном сайте Мгарского монастыря.